# Endecasillabo
Nella metrica italiana, l'endecasillabo (dal greco antico ἑνδεκασύλλαβος?, hendecasýllabos, "(verso) di undici sillabe") è il verso in cui l'ultimo accento, tonico e ritmico, cade obbligatoriamente sulla decima sillaba. È il metro principale e più utilizzato della poesia italiana: si trova in tutte le strofe e le strutture metriche più importanti, come la terza rima, o terzina dantesca, l'ottava, la ballata, la canzone, il sonetto. È sempre stato usato anche in sequenze di endecasillabi sciolti. Le sedi degli accenti sono varie. Tuttavia di norma gli endecasillabi presentano un accento fisso o sulla quarta o sulla sesta sede (qui evidenziate in arancione e in giallo).

## Le origini
Non è escluso, come già ipotizzava Pietro Bembo, che all'origine dell'endecasillabo ci siano influenze provenzali e, come trova il critico Francesco D'Ovidio esistono «affinità con il décasyllabe, una derivazione dall'endecasillabo saffico attraverso la poesia mediolatina con la mediazione del trimetro giambico».

## Endecasillabi comuni (piani, tronchi e sdruccioli)
Contrariamente a quanto si potrebbe dedurre dal nome, è bene chiarire subito che la nota distintiva dell'endecasillabo non è il numero effettivo di sillabe, bensì il fatto che in tutti i casi l'accento dell'ultima parola del verso cada sempre sulla decima sillaba (da qui in poi segnata in verde).
È errore comune dunque pensare che tutti gli endecasillabi debbano avere sempre e comunque undici sillabe. Ciò, se pure nella maggior parte dei casi è vero, non costituisce una regola. L'avere undici sillabe non è altro che la diretta conseguenza del fatto che la lingua italiana sia formata prevalentemente da parole piane, cioè che hanno l'accento sulla penultima sillaba.
Per chiarire il concetto ecco alcuni esempi:
- Come già detto, nella sua più comune uscita piana esso è costituito da undici sillabe metriche:

| Sill 1 | Sill 2 | Sill 3 | Sill 4 | Sill 5 | Sill 6 | Sill 7 | Sill 8 | Sill 9 | Sill 10 | Sill 11 |
| mi     | ri     | tro    | vai    | per    | u      | na     | sel    | va‿os  | cu      | ra      |

- Nella sua uscita tronca sarà però formato da dieci sillabe metriche:

(Dante, Inferno, XX 74)
| Sill 1 | Sill 2 | Sill 3 | Sill 4 | Sill 5 | Sill 6 | Sill 7 | Sill 8 | Sill 9 | Sill 10 | Sill 11 |
| Ciò    | che'n  | grem   | bo‿a   | Be     | na     | co     | star   | non    | può     | -       |

- In quella sdrucciola invece da dodici sillabe metriche.

(Sannazaro, Arcadia: 1)
| Sill 1 | Sill 2 | Sill 3 | Sill 4 | Sill 5 | Sill 6 | Sill 7 | Sill 8 | Sill 9 | Sill 10 | Sill 11 | Sill 12 |
| Er     | gas    | to     | mio    | per    | ché    | so     | lin    | go‿e   | ta      | ci      | to      |

Come appare chiaro da questi esempi, pur mutando il numero complessivo di sillabe e la posizione degli accenti interni al verso, l'accento sulla decima sede rimane fisso in ogni caso. Nei tre esempi mostrati è chiara anche un'altra caratteristica fondamentale del verso (non solo endecasillabo): la sua base è la sillaba fonetica, e non quella grammaticale. Vediamo infatti in ciascun esempio che una sillaba metrica può essere formata da due sillabe di parole adiacenti unite per sinalefe.

### Endecasillabi "estremi"
Lungo tutta la storia della letteratura italiana i casi di endecasillabi maggiori di dodici sillabe sono assai rari e costituiti in prevalenza da parole a cui sono state aggiunte una o più particelle àtone, come ad esempio i pronomi clitici (mi, ci, ne, si, lo). Data la loro artificiosità, la produzione di tali versi si limita in genere allo sperimentalismo della poesia burlesco/parodistica.
- Un endecasillabo bisdrucciolo, composto da tredici sillabe, in cui l'accento cade sulla quartultima, sarebbe così:

(esempio teorico)
| Sill 1 | Sill 2 | Sill 3 | Sill 4 | Sill 5 | Sill 6 | Sill 7 | Sill 8 | Sill 9 | Sill 10 | Sill 11 | (Sill 12) | (Sill 13) |
| se     | ca     | drò    | com    | bat    | ten    | do a   | mi     | co     | ven     | di      | ca        | mi        |

- Un endecasillabo quadrisdrucciolo, composto da quindici sillabe, in cui l'accento cade sulla sestultima, è il seguente:

(Nicola Villani, Sonetto in versi sdruccioli fantastici, v. 14)
| Sill 1 | Sill 2 | Sill 3 | Sill 4 | Sill 5 | Sill 6 | Sill 7 | Sill 8 | Sill 9 | Sill 10 | Sill 11 | (Sill 12) | (Sill 13) | (Sill 14) | (Sill 15) |
| ot     | ti     | ma è   | l'ac   | qua    | ma     | le     | pian   | te‿ab  | be      | ve      | ri        | no        | se        | ne        |

- L'endecasillabo di sedici sillabe, con accento sulla settultima, ricorre solo in un divertissement di Boito, ma ha poche probabilità di essere foneticamente corretto.[6]

(Arrigo Boito)
| Sill 1 | Sill 2 | Sill 3 | Sill 4 | Sill 5 | Sill 6 | Sill 7 | Sill 8 | Sill 9 | Sill 10 | Sill 11 | (Sill 12) | (Sill 13) | (Sill 14) | (Sill 15) | (Sill 16) |
| sot    | to     | la     | pen    | na‿ov  | ve     | ro     | sta    | lag    | mi      | ti      | fi        | ca        | no        | mi        | si        |

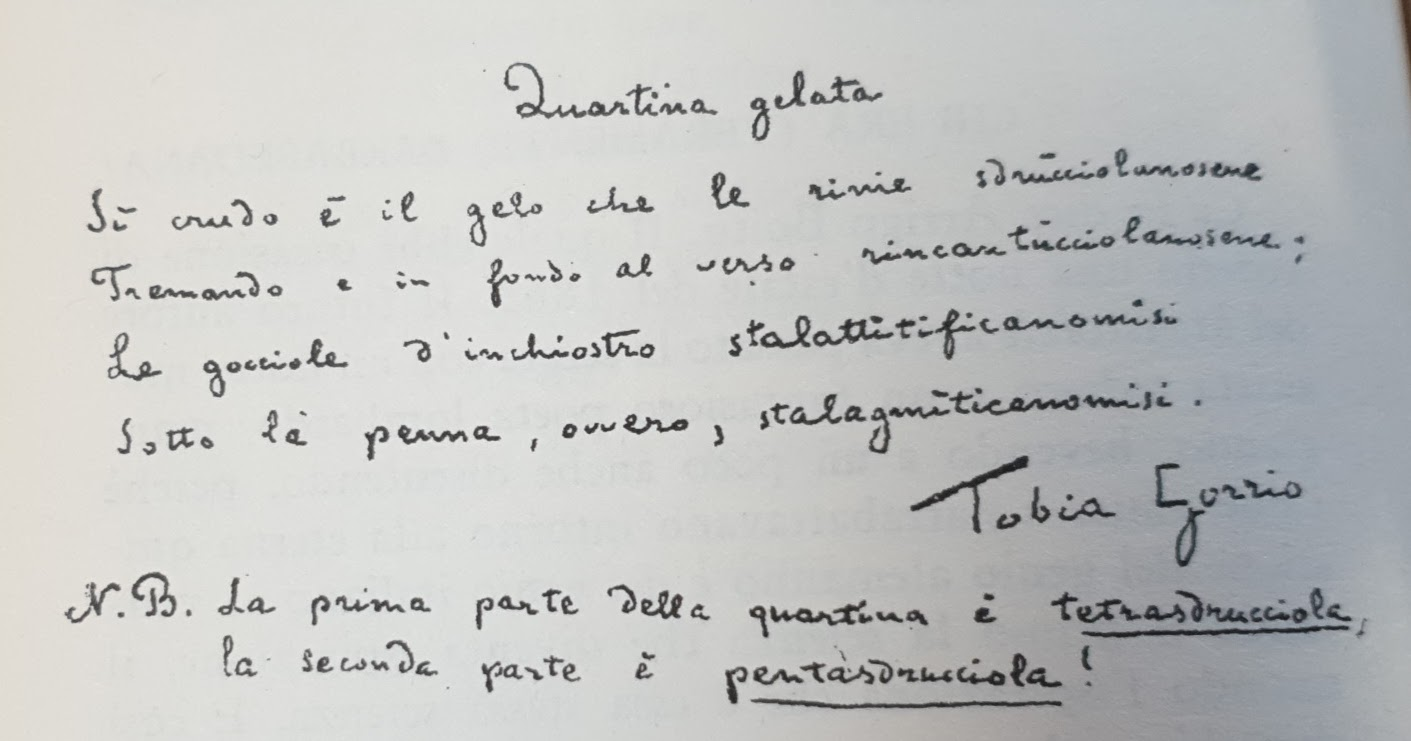
L'autografo della Quartina gelata di Boito, firmata con lo pseudonimo anagrammatico Tobia Gorrio

 Ecco l'intera quartina da cui è stato tratto l'esempio precedente, intitolata Quartina gelata e formata esclusivamente da endecasillabi con quindici o sedici sillabe:
Tremando, e in fondo al verso rincantucciolanosene;

Le gocciole d'inchiostro stalattitificanomisi

Sotto la penna, ovvero stalagmitificanomisi.»

## Endecasillabia maioreea minore
Per motivi legati alla sua genesi (l'endecasillabo nasce infatti dalla fusione di un quinario e di un settenario) e formalizzati già da Pietro Bembo, l'endecasillabo "canonico" prevede un accento secondario sulla sesta o sulla quarta sede; nel primo caso l'endecasillabo si definisce a maiore (ed il primo emistichio equivale ad un settenario), nel secondo caso si definisce a minore (ed il primo emistichio equivale ad un quinario).
Nell'endecasillabo a minore canonico, l'accento del primo emistichio può cadere su un monosillabo tronco o un polisillabo piano, ma non su un polisillabo sdrucciolo. Per esempio, l'endecasillabo dantesco «per cui tremavano amendue le sponde» (Inferno, IX, 66) ex lege non è canonico: è un endecasillabo a minore (accenti su 4ª e 8ª sillaba), in cui il primo emistichio («per cui tremavano») ha l'accento primario su una parola sdrucciola («tremàvano»).
La definizione degli accenti di un verso è spesso un concetto soggettivo; un verso può anche avere più accentazioni diverse a seconda della lettura che si vuol dare; di regola si tende a considerare atone le particelle più piccole come pronomi, preposizioni, articoli e congiunzioni, quando non siano in posizione evidentemente marcata.

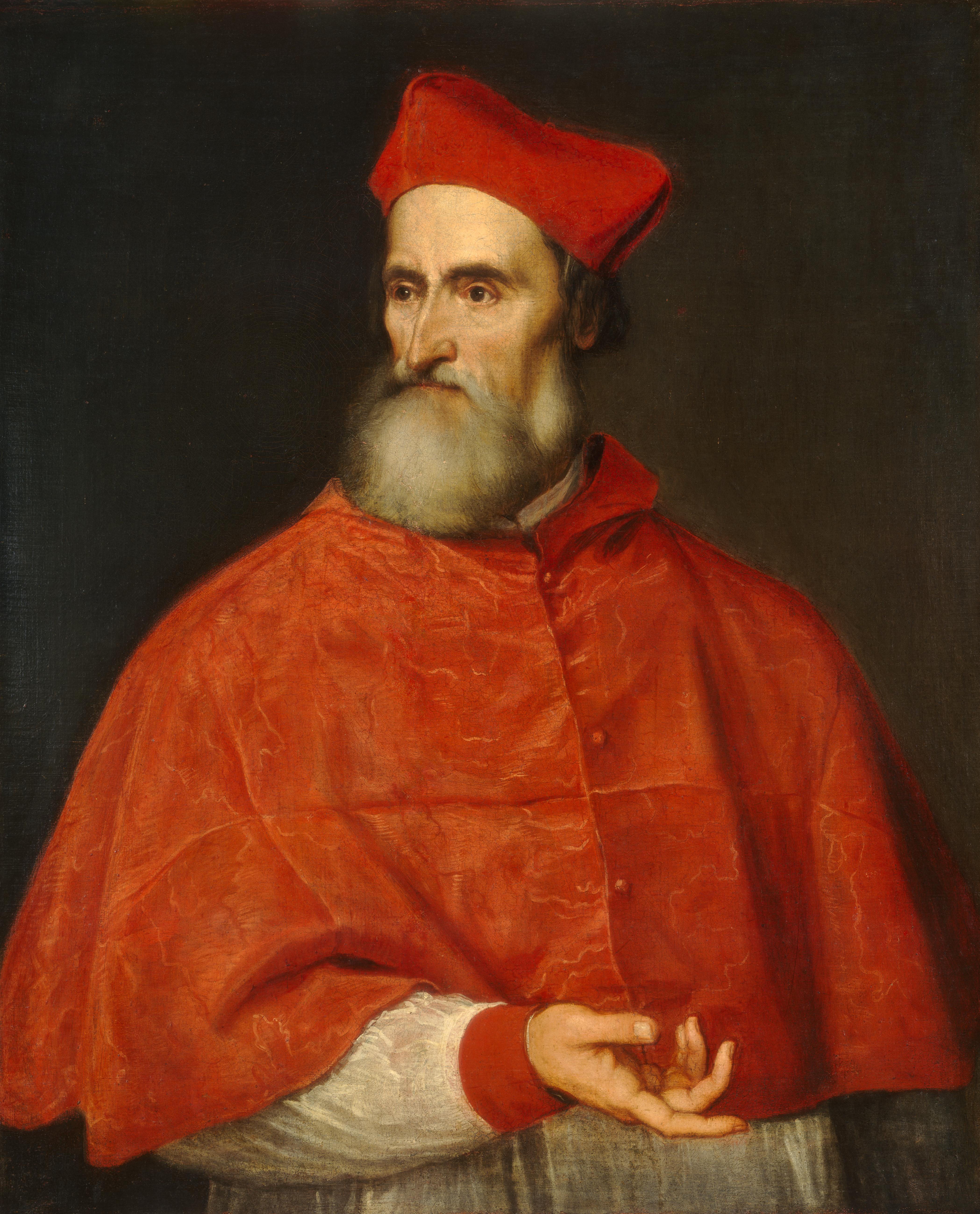
Pietro Bembo, uno dei primi teorici della metrica italiana in un ritratto di Tiziano.

L'endecasillabo a maiore è generalmente considerato più solenne:
(Dante, Inferno I - v 1)
| Sill 1 | Sill 2 | Sill 3 | Sill 4 | Sill 5 | Sill 6 | Sill 7 | Sill 8 | Sill 9 | Sill 10 | Sill 11 |
| Nel    | mez    | zo     | del    | cam    | min    | di     | nos    | tra    | vi      | ta      |

Mentre l'endecasillabo a minore è più calmo pacato ed intimista:
(Dante, Inferno I - v 2)
| Sill 1 | Sill 2 | Sill 3 | Sill 4 | Sill 5 | Sill 6 | Sill 7 | Sill 8 | Sill 9 | Sill 10 | Sill 11 |
| mi     | ri     | tro    | vai    | per    | u      | na     | sel    | va‿os  | cu      | ra      |

Questa versatilità rende l'endecasillabo uno dei versi principe della metrica italiana.

### Tipi di endecasillabia maiore
Nell'endecasillabo a maiore generalmente è tonica almeno una sillaba prima della sesta (tipicamente la 1ª, la 2ª o la 3ª).
Molto più raro il caso in cui non ci siano accenti rilevanti prima della sesta sillaba come in questo caso:
(Petrarca, Canzoniere, XXIII, 42)
Più raro ancora il caso in cui da un accento sulla prima si va subito all'accento sulla sesta:
(Bembo, "Perché ‘l piacer", Asolani, 3 VIII, 4)

### Tipi di endecasillabia minore
L'endecasillabo a minore ha principalmente due tipi di accentazione rilevanti:
L'endecasillabo con accento sull'ottava, più comune:
(Alfieri, Due fere donne, anzi due furie atroci / Schema: 4a-8a-10a)
(Tasso, Gerusalemme liberata, I, 2 / Schema: 4a-8a-10a)
L'endecasillabo a minore "di settima" risulta essere più raro rispetto agli altri versi "a minore", poiché il suo ritmo in passato era considerato poco "sonoro" e perciò adatto, secondo i poeti petrarchisti, a riprodurre la prosodia del parlato:
(Dante, Inferno, II, 65 / Schema: 4a-7a-10a)
(Dante, Inferno, II, 69 / Schema: 4a-7a-10a)

## Accenti e ritmo

### Giambico, dattilico e anapestico
Come in una composizione musicale, il ritmo è una delle componenti fondamentali da cui deriva l'armonia musicale che caratterizza il verso.
Data la ricchezza ritmica non esiste una classificazione universalmente riconosciuta che riesca a categorizzare tutti i tipi di ritmi che si possono dare ad un endecasillabo. Tuttavia, prendendo a prestito una terminologia proveniente dalla metrica classica, è possibile evidenziare alcuni tipi di versi a seconda del loro attacco definendoli giambici, dattilici e anapestici.
Si definiscono dal ritmo 
- Giambico quegli endecasillabi con accento sulla 2ª, 4ª e 6ª sede:

(Guido Guinizzelli, Al cor gentil rempaira sempre amore)
| Sill 1 | Sill 2 | Sill 3 | Sill 4 | Sill 5 | Sill 6 | Sill 7 | Sill 8 | Sill 9 | Sill 10 | Sill 11 |
| al     | cor    | gen    | til    | rem    | pai    | ra     | sem    | pre‿a  | mo      | re      |

Un endecasillabo così costruito ha entrambe le sedi principali toniche (4ª e 6ª sillaba), anche per questo motivo è il ritmo più semplice e più comune nella poesia italiana. 
L'andamento giambico (àtona-tònica-àtona-tònica...) fornisce al verso un ritmo cantilenante e monotono.
Questo ritmo era particolarmente adatto a componimenti che dovevano essere accompagnati da musica.
Tra i versi a minore si riconoscono dal ritmo:
- Dattilico quelli con accento sulla 1ª 4ª 7ª 10ª o più raramente 1ª 4ª 7ª 9ª 10ª:

(Guido Cavalcanti, Rime, XXX, v. 21)
| Sill 1 | Sill 2 | Sill 3 | Sill 4 | Sill 5 | Sill 6 | Sill 7 | Sill 8 | Sill 9 | Sill 10 | Sill 11 |
| fat    | ta     | di     | gio    | co‿in  | fi     | gu     | ra     | d'a    | mo      | re      |

I poeti delle origini utilizzavano questo ritmo lento e discendente (tònica-àtona-àtona-tònica...) per dare al lettore una sensazione di solennità, o per riprodurre la prosodia del parlato.
Tra i versi a maiore è possibile identificare quelli dal ritmo:
- Anapestico: Con accento sulla 3ª 6ª 10ª:

(Guido Cavalcanti, Rime, XV)
| Sill 1 | Sill 2 | Sill 3 | Sill 4 | Sill 5 | Sill 6 | Sill 7 | Sill 8 | Sill 9 | Sill 10 | Sill 11 |
| se     | mer    | cé     | fos    | se‿a   | mi     | ca‿ai  | miei   | de     | si      | ri      |

Il ritmo anapestico (àtona-àtona-tònica...) è ascendente e dà un senso di maggiore "scorrevolezza" e velocità al verso.

### L'uso del ritmo e la poesia
Volendo trovare una regola generale potremmo dire che il ritmo del verso si fa più incalzante quanto più sono numerosi e ravvicinati e gli accenti tra loro; lo sfruttare abilmente gli accenti di un verso è parte fondamentale della sensibilità artistica di un autore.
Ecco alcuni esempi che mostrano quanto il ritmo sia importante per dare "colore" al componimento poetico:
In questo esempio i primi accenti a disposizione dattilica, e l'accostamento di due versi con accentazione simile contribuiscono a dare un andamento da ninna-nanna e una sensazione di pace:
Lenta la neve fiocca, fiocca, fiocca. (schema:1,4,6,8,10)
Senti: una zana dondola pian piano. (Schema: 1,4,6,10)
(G. Pascoli, Orfano)

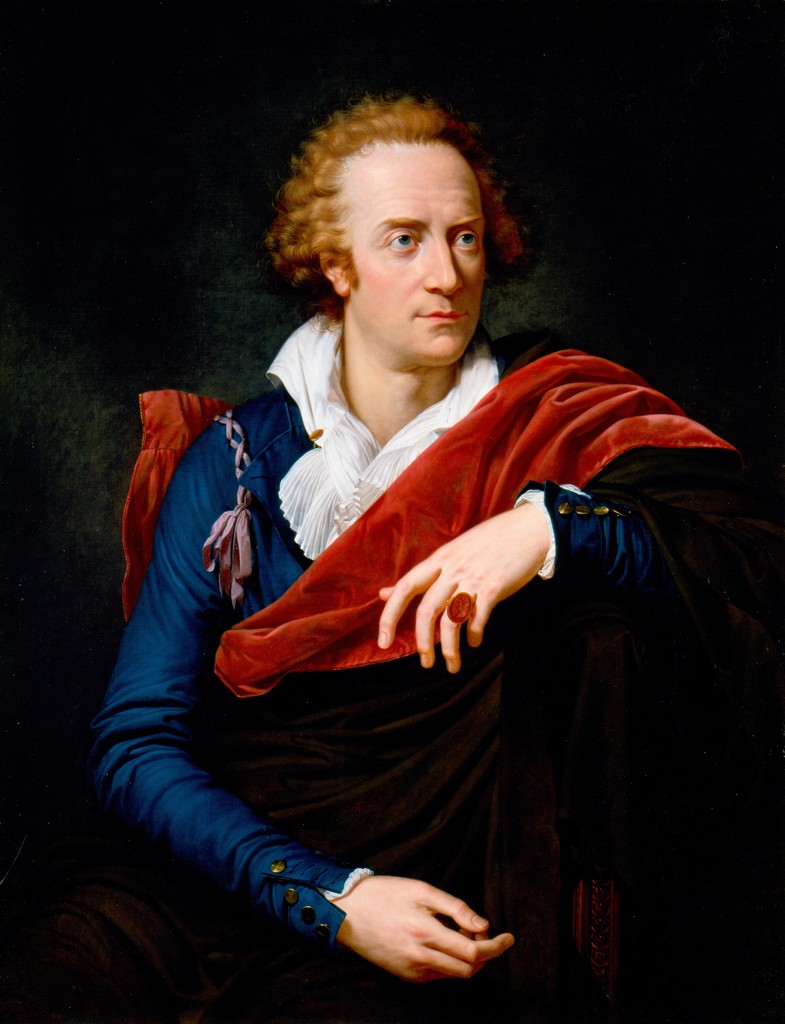
Vittorio Alfieri, tragediografo italiano. È con la tragedia in "sciolti" che il ritmo assume grande valore per dare "colore" ai versi.

In quest'altro esempio invece gli accenti sono disposti per riprodurre un ritmo calmo e meditativo.
Vaghe stelle dell'Orsa, io non credea (Schema:1-3-6-10)
tornare ancor per uso a contemplarvi (schema:2-4-6-10)
(G. Leopardi, Le ricordanze)
Oppure possono dare un ritmo solenne alla composizione:
O che tra faggi e abeti erma su i campi (schema: 4-6-10)
smeraldini la fredda orma si stampi (schema: 3-6-10)
(G. Carducci, Il comune rustico)

## La cesura
Il punto che separa i due emistichi si definisce cesura (dal latino caedo = taglio). Se la cesura è particolarmente forte spezza il verso in due parti, ma mai una parola a metà.
Tutti gli endecasillabi hanno una cesura, che può venire o meno sottolineata durante la declamazione del verso.
Esistono vari tipi di cesura:
- Si ha una "cesura maschile" quando cade dopo un verso tronco:

(Ariosto, Orlando Furioso, I 1,1)
| Sill 1 | Sill 2 | Sill 3 | Sill 4 | Sill 5 | Sill 6 | . | Sill 7 | Sill 8 | Sill 9 | Sill 10 | Sill 11 |
| Le     | don    | ne i   | ca     | va     | lier   | . | l'ar   | me     | gli a  | mo      | ri      |

Secondo la metrica canonica infatti (ma non è una regola ferrea), l'incontro di due accenti consecutivi (cavalièr l'àrme) è infatti possibile soltanto nel punto in cui il verso presenta una cesura, poiché l'incontro di due accenti rende obbligatoria una breve pausa per una corretta lettura.
Ecco un altro caso di cesura dopo una parola che abbia subito un troncamento (mar da mare):
(Cesarotti, Poesie d'Ossian, I 11)
| Sill 1 | Sill 2 | Sill 3 | Sill 4 | Sill 5 | Sill 6 | . | Sill 7 | Sill 8 | Sill 9 | Sill 10 | Sill 11 |
| Mol    | ti i   | fi     | gli    | del    | mar    | . | tu     | sem    | pre    | tre     | mi      |

Oppure può cadere dopo una parola che sia già tronca (come ad esempio un passato remoto, un futuro)
(Cesarotti, Poesie d'Ossian, I 21)
| Sill 1 | Sill 2 | Sill 3 | Sill 4 | Sill 5 | Sill 6 | . | Sill 7 | Sill 8 | Sill 9 | Sill 10 | Sill 11 |
| Dis    | fron   | da     | to     | la     | sciò   | . | na     | scen   | te     | lu      | na      |

- La "cesura femminile" o "italiana" si verifica nel caso in cui l'accento cada su una parola piana. Dato che la cesura non tronca mai una parola, viene spostata alla fine della parola stessa:

(Dante, Inferno, II 22)
| Sill 1 | Sill 2 | Sill 3 | Sill 4 | Sill 5 | - | Sill 6 | Sill 7 | Sill 8 | Sill 9 | Sill 10 | Sill 11 |
| fu     | sta    | bi     | li     | ta     | - | per    | lo     | lo     | co     | san     | to      |

- La "cesura lirica" si ha quando la terza sillaba è tonica e la quarta atona:

(Dante, Inferno)
| Sill 1 | Sill 2 | Sill 3 | Sill 4 | . | Sill 5 | Sill 6 | Sill 7 | Sill 8 | Sill 9 | Sill 10 | Sill 11 |
| che    | nel    | la     | go     | . | del    | cor    | m'e    | ra     | du     | ra      | ta      |

Tuttavia in italiano la cesura non è una regola matematica. 
È però buona norma sottolineare tale pausa metrica quando è in corrispondenza delle pause sintattiche (identificate dai segni di interpunzione), e quando è utilizzata volutamente ad hoc per creare un qualche tipo di effetto metrico.

## Endecasillabi non comuni
Esistono una serie di endecasillabi "insoliti" che sono considerati canonici pur essendone al limite.

### Endecasillabo epico
- La cesura epica

Un tipo di cesura molto particolare è la cesura epica reintrodotta da Giovanni Pascoli per i suoi endecasillabi epici nell'800 sul calco del decasillabo francese.
Tale verso, benché rientri in questa categoria, non è propriamente un endecasillabo. 
La sua forte cesura non permette in nessun caso la sinalefe, ed è caratterizzato da una forte pausa tra il primo e secondo emistichio.
Contrariamente a quanto succede nell'endecasillabo canonico, le ultime sillabe atone del primo emistichio non si contano nel computo del secondo indipendentemente se sia tronco, piano o addirittura sdrucciolo.
Esempio:
(Monte Andrea, VI 96)
| Sill 1 | Sill 2 | Sill 3 | Sill 4 | ... | ... | . | Sill 5 | Sill 6 | Sill 7 | Sill 8 | Sill 9 | Sill 10 | Sill 11 |
| ché    | pur    | a      | re     | tro |     | . | sem    | pre il | gui    | da il  | suo    | re      | mo      |

Di fatto perciò l'endecasillabo epico equivale alla semplice giustapposizione di un quinario e un settenario.

### Endecasillabo crescente
Un ultimo tipo di endecasillabo a metà tra il canonico e il non canonico è quello detto "crescente". Questo tipo di metrica, già presente in epoca precedente, è stata resa famosa da Pascoli che ne fa uso in diversi casi e non solo usando l'endecasillabo.
Grazie a questo espediente il verso riesce in qualche modo a rientrare nella categoria dei "canonici" pur essendone al limite, come si può vedere in questo caso:
cerulo, ognuno, e s'ascoltava il gemito

arido, nel silenzio inabitato.

A pini e cerri i pionieri estremi

davan la scure per la lor capanna

e i nuovi aratri, e per la nave e i remi.»
(Pascoli, Gli emigranti della luna, III 10-13)
Nonostante il secondo verso sdrucciolo dell'esempio (gemito) sembri apparentemente una rima ipermetra, in fase di lettura diviene una rima perfetta con gli altri due ("estremi" e "remi") perché l'ultima sillaba "-to" di “gemito” è assorbita per episinalefe dalla a- di “arido” nel verso dopo.
Un altro caso è quello in cui la sillaba atona del verso precedente va a colmare la sillaba mancante nel verso ipometro seguente: questa tecnica è stata ripresa dai crepuscolari.

## Endecasillabi non canonici
Esistono poi una serie di endecasillabi considerati "errati" dai teorici. 
Non sono ammessi nella poesia classica tutti quei tipi di versi dove non è possibile riconoscere i due emistichi principali del quinario e del settenario; che abbiano cioè sia la quarta che la sesta sede atone.
Gli endecasillabi di Dante sono quasi tutti canonici. Quelli di Petrarca e dei petrarchisti lo sono tutti.
Endecasillabi non canonici si possono trovare nei primi esperimenti di poesia italiana (più di un caso nella Divina Commedia) e in alcuni poeti successivi volutamente "stravaganti" (Pietro Aretino ad esempio), ma ne viene generalmente deprecato l'uso.
Un esempio di endecasillabo con la quarta e la sesta atone, accentato sulla seconda e sull'ottava:
(Dante, Purgatorio, VIII 80)
| Sill 1 | Sill 2 | Sill 3 | Sill 4 | Sill 5 | Sill 6 | Sill 7 | Sill 8 | Sill 9 | Sill 10 | Sill 11 |
| ------ | ------ | ------ | ------ | ------ | ------ | ------ | ------ | ------ | ------- | ------- |
| la     | vi     | pe     | ra     | che    | Me     | la     | ne     | si ac  | cam     | pa      |

### Endecasillabidi quinta
Tra gli endecasillabi non canonici, i più comuni sono i cosiddetti "endecasillabi di quinta", che presentano appunto la quinta sillaba tonica e sia la quarta che la sesta atone.
Ecco un esempio di endecasillabo di quinta in Dante
(Dante, Rime, XXV 9)
| Sill 1 | Sill 2 | Sill 3 | Sill 4 | Sill 5 | Sill 6 | Sill 7 | Sill 8 | Sill 9 | Sill 10 | Sill 11 |
| ------ | ------ | ------ | ------ | ------ | ------ | ------ | ------ | ------ | ------- | ------- |
| ve     | sti    | to     | di     | no     | vo     | d'un   | drap   | po     | ne      | ro      |

### Endecasillabo rolliano
Nel Settecento Paolo Rolli tentò di trasporre l'endecasillabo falecio dalla metrica classica.

Ne uscì un quinario doppio, con uscita sdrucciola nel primo emistichio, e piana nel secondo:
(Paolo Rolli, Endecasillabi, IV 22,  in Rime, 1717, p. 12)
| Sill 1 | Sill 2 | Sill 3 | Sill 4 | Sill 5 | Sill 6 | Sill 7 | Sill 8 | Sill 9 | Sill 10 | Sill 11 |
| ------ | ------ | ------ | ------ | ------ | ------ | ------ | ------ | ------ | ------- | ------- |
| Più    | non    | sfa    | vil    | la     | no     | que    | gli oc | chj    | ne      | ri      |

Questo tipo di endecasillabo non è considerato canonico, perché di regola in un endecasillabo canonico l'accento sulla quarta sillaba può essere quello di una parola monosillabica tronca o polisillabica piana, ma non di una polisillabica sdrucciola. Il verso, chiamato "endecasillabo rolliano",  prende nome dal poeta che lo portò in auge.

## Forme poetiche in endecasillabi
La maggior parte della poesia italiana è versificata in endecasillabi.
L'endecasillabo è usato da solo in sequenze di versi sciolti, come nella traduzione dell'Eneide di Annibal Caro e dell'Iliade del Monti, oppure in strofe, soprattutto in terzine come nella Divina Commedia di Dante e in ottave come nell'Orlando furioso dell'Ariosto e nella Gerusalemme liberata del Tasso.
Le strofe tipiche costituite da endecasillabi sono :
- Il distico, formato da due versi a rima baciata (AA, BB, ...);
- La terzina dantesca, o terza rima, formata da tre versi a rima incatenata (ABA, BCB, ...);
- La quartina, formata da quattro versi variamente rimati (AABB, o ABAB, o ABBA);
- La sestina, formata da sei versi variamente rimati (solitamente: ABABAB, o ABABCC);
- L'ottava, formata da otto versi variamente rimati (ABABABAB detta "ottava siciliana", oppure ABABABCC detta "ottava toscana");
- Il sonetto, formato da quattordici versi variamente rimati (due quartine + due terzine).

Sporadici sono i casi di strofe diverse da quelle qui elencate, ma è possibile trovare stanze di cinque versi (pentastiche) e di sette versi (eptastiche), solitamente endecasillabi e settenari, tutt'altro che rare nella poesia italiana.

## Metrica classica
Nella metrica classica esistono alcune varietà di endecasillabo:
- Alcaico
- Saffico
- Falecio o Catulliano